# Born to Die (Lana Del Rey-album)
A Born to Die Lana Del Rey amerikai énekesnő második stúdióalbuma. Az album 2012. január 27-én jelent meg az Interscope Records, Polydor Records és a Stranger Records gondozásában. 
Del Rey olyan zenei producerekkel működött együtt, mint például Patrik Berger, Jeff Bhasker, Chris Braide, Emile Haynie, Justin Parker, Rick Nowels, Robopop, és Al Shux, hogy elérje a kívánt hangzást.
Miután aláírta a lemezszerződést a Stranger Recordsszal 2011 júniusában, Del Rey nyilvánosságra hozta debütáló kislemezét, "Video Games" címmel. Online máris híres lett vele. További kislemezei: "Born To Die", "Blue Jeans", "National Anthem" és a "Summertime Sadness", valamint két promóciós kislemez: az "Off to the Race" és a "Carmen".
Zeneileg a Born To Die egy pop album, amelybe olyan zenei műfajok vegyülnek, mint a hiphop, indie pop és az alternatív. A kritikák vegyesek voltak. Néhányan dicsérték a különleges hangzást, míg mások túl nyomasztónak és szomorúnak találták. A kritikák ellenére az album meghozta az áttörést Lana Del Rey számára. Az album a zenei toplisták élén volt tizenegy országban, beleértve Ausztráliát, Franciaországot, Németországot és Angliát. 2012 novemberére közel három millió példányt adtak el. A Born To Die-t a harmadik legkelendőbb album volt 2012-ben a brit iTunes Chart szerint.
Del Rey továbbá híres televíziós műsorokban is fellépett, mint például a Saturday Night Live.
Del Rey 2012. november 9-én újból kiadta albuma bővített változatát Born To Die - The Paradise Edition címmel.

## Az album dalai
| Born to Die – Standard edition | Born to Die – Standard edition | Born to Die – Standard edition                      | Born to Die – Standard edition                     | Born to Die – Standard edition |
| No.                            | Cím                            | Szerző(k)                                           | Producer(ek)                                       | Hossz                          |
| ------------------------------ | ------------------------------ | --------------------------------------------------- | -------------------------------------------------- | ------------------------------ |
| 1.                             | "Born to Die"                  | - Elizabeth Grant - Justin Parker                   | - Emile Haynie - Parker[b]                         | 4:46                           |
| 2.                             | "Off to the Races"             | - Grant - Tim Larcombe                              | - Patrik Berger - Haynie                           | 5:00                           |
| 3.                             | "Blue Jeans"                   | - Grant - Haynie - Dan Heath                        | - Haynie                                           | 3:30                           |
| 4.                             | "Video Games"                  | - Grant - Parker                                    | - Robopop                                          | 4:42                           |
| 5.                             | "Diet Mountain Dew"            | - Grant - Mike Daly                                 | - Haynie - Jeff Bhasker[a] - Daly[b]               | 3:43                           |
| 6.                             | "National Anthem"              | - Grant - Parker - David Sneddon - James Bauer-Mein | - Haynie - Bhasker[c] - Sneddon[b] - Bauer-Mein[b] | 3:51                           |
| 7.                             | "Dark Paradise"                | - Grant - Rick Nowels                               | - Haynie - Nowels[a]                               | 4:03                           |
| 8.                             | "Radio"                        | - Grant - Parker                                    | - Haynie - Parker[c]                               | 3:34                           |
| 9.                             | "Carmen"                       | - Grant - Parker                                    | - Haynie - Bhasker[c] - Parker[b]                  | 4:08                           |
| 10.                            | "Million Dollar Man"           | - Grant - Chris Braide                              | - Haynie - Braide                                  | 3:51                           |
| 11.                            | "Summertime Sadness"           | - Grant - Nowels                                    | - Haynie - Nowels[a]                               | 4:25                           |
| 12.                            | "This Is What Makes Us Girls"  | - Grant - Larcombe - Jim Irvin                      | - Al Shux - Haynie                                 | 3:58                           |
| Album hossza:                  | Album hossza:                  | Album hossza:                                       | Album hossza:                                      | 49:28                          |

Megjegyzések:
- ^[a] társproducer
- ^[b] hang producer
- ^[c] további producer
- ^[d] remixer